# Crossfire (banda)
Crossfire foi uma banda belga de heavy metal dos anos 1980. Com poucos anos de duração e três álbuns de estúdio lançados, tornaram-se reconhecidos. Para a Roadie Crew, apesar de possuir status de cult, a banda tinha tudo para vingar e figurar em um posto bem mais alto.
A banda possui um som baseado no heavy metal tradicional com pitadas de power metal, chegando a lembrar Manowar, Accept e outras principais bandas do gênero. Os músicos mostram que sabiam bem o que estavam fazendo, apesar da baixa qualidade da gravação, e a voz de Peter De Wint acaba sendo o grande destaque. Em sua discografia, canções como "Demon of Evil", "Sound of War", "Starchild", "Magnificent Night" e "Running for Love" merecem destaque.  "Sharpshooter", na verdade, foi lançado como um EP, já que contava com sobras de estúdio dos dois álbuns anteriores e mais duas faixas ao vivo. Já o álbum "Live Attack" conta com o registro de uma apresentação da banda realizada na Bélgica, e não possui correções de estúdio.
A duração das canções é até razoável, mas são poucas em cada álbum. Na soma dos dois primeiros trabalhos, por exemplo, 15 canções totalizam cerca de 75 minutos. A qualidade da gravação não é boa.
Em 2004, ao comemorar 20 anos do lançamento do primeiro álbum, a gravadora Mausoleum Records resolveu relançar a discografia do grupo, reunida em apenas dois CDs, editados no Brasil pela Hellion Records. No primeiro CD constam o álbum de estreia "See You in Hell" de 1984 e "Second Attack" de 1985, já no segundo estão "Sharpshooter" de 1985 e "Live Attack" de 1986.

## Integrantes

### Formação original
- Peter De Wint: vocais e bateria
- Marc Van Caelenberge: guitarra
- Nero Neerinckx: segunda guitarra
- Patrick Van Londerzele: baixo

### Formação clássica
Formação que gravou os três álbuns de estúdio da banda.
- Peter De Wint: vocais
- Marc Van Caelenberge: guitarra
- Rudy Van De Sype: segunda guitarra
- Patrick Van Londerzele: baixo
- Chris De Brauwer: bateria

### Última formação
Formação que gravou o álbum Live Attack.
- Peter De Wint: vocais
- Marc Van Caelenberge: guitarra
- Jacky D'Hondt: segunda guitarra
- Patrick Van Londerzele: baixo
- Chris De Brauwer: bateria

## Discografia

### Estúdio
- See You in Hell (1984)
- Second Attack (1985)
- Sharpshooter (1985)

### Ao Vivo
- Live Attack (1986)